# Saša Mujović
Saša Mujović (montenegrinisch-kyrillisch: Саша Мујовић; * 12. September 1978 in Kotor) ist ein montenegrinischer Hochschullehrer für Elektrotechnik und Politiker der Bewegung Europa jetzt! PES! (Pokret Evropa sad!), der seit 2023 im Kabinett von Ministerpräsident Milojko Spajić Minister für Energie und Bergbau ist.

## Leben
Saša Mujović besuchte die Grundschule „Boro Ćetković“ sowie die Sekundarschule in Podgorica und begann 1997 ein Studium am Fachbereich Energie und Automatisierung der Fakultät für Elektrotechnik der Hochschule für Elektrotechnik „Vaso Aligrudić“ in Podgorica, welches er am 9. November 2001 mit einer Bachelor-Arbeit zum Thema „Optimale Verteilung von Energieflüssen“ (Optimalna raspodjela tokova snaga) als bester Student seines Jahrgangs beendete. Daraufhin nahm er 2002 an der Sommerakademie der besten Studenten der technischen Wissenschaften in Südosteuropa teil. Er war am 1. Januar 2002 Mitarbeiter der Fakultät für Elektrotechnik der Universität Montenegro und schloss sein postgraduales Studium an der Hochschule für Elektrotechnik „Vaso Aligrudić“ am 30. September 2004 mit einer Arbeit zum Thema „Der Einfluss von Computern als Verbraucher auf die Stromqualität“ (Uticaj računara kao potrošača na kvalitet električne energije) mit einem Master ab. Nachdem er von 2007 bis 2009 als Vertreter der Lehrbeauftragten Mitglied des Vorstands der Universität Montenegro war, begann er seine Promotion an der Hochschule für Elektrotechnik „Vaso Aligrudić“, die er am 4. Juni 2010 mit einer Dissertation zum Thema „Einfluss nichtlinearer Kleinstromverbraucher auf die Stromqualität“ (Uticaj nelinearnih potrošača malih snaga na kvalitet električne energije) abschloss.
Im Anschluss übernahm Mujović eine Professur an der Fakultät für Elektrotechnik der Universität Montenegro und war von 2011 bis 2018 Mitglied des Zentrums für junge Wissenschaftler (Centra mladih naučnika) der Montenegrinischen Akademie der Wissenschaften und Künste. Des Weiteren fungierte er zwischen 2013 und 2019 als Prodekan der Fakultät für Elektrotechnik der Universität Montenegro sowie zugleich von 2016 bis 2020 als Mitglied des Rates für Wissenschafts- und Forschungsaktivitäten des Wissenschaftsministeriums. 2019 wurde er Dekan der Fakultät für Elektrotechnik und Mitglied des Senats der Universität Montenegro und ist zudem Mitglied des Schulrates der Hochschule für Elektrotechnik „Vaso Aligrudić“ in Podgorica. Seine wissenschaftlichen Arbeitsschwerpunkte als Hochschullehrer sind Stromqualität, Nutzung und Planung von Energiesystemen und Intelligente Stromnetze (Smart Grids), wozu er eine große Anzahl von Artikeln in internationalen und inländischen Fachzeitschriften sowie zu Präsentationen auf internationalen und inländischen wissenschaftlichen Tagungen verfasste. Er war Manager oder Beteiligter bei neun internationalen Projekten sowie Rezensent bei mehreren internationalen Fachzeitschriften.
Im Kabinett von Ministerpräsident Milojko Spajić, der 44. Regierung Montenegros, wurde Saša Mujović am 31. Oktober 2023 Minister für Energie und Bergbau (Ministar energetike i rudarstva). Dem Kabinett gehören unter anderem Aleksa Bečić, Momo Koprivica, Srđan Pavićević, Nik Gjeloshaj und Dragoslav Šćekić als stellvertretende Ministerpräsidenten für bestimmte Schwerpunktthemen an. In das Kabinett wurden darüber hinaus Filip Ivanović als Außenminister, Dragan Krapović als Verteidigungsminister sowie Danilo Šaranović als Innenminister sowie Novica Vuković als Finanzminister berufen.
Saša Mujović ist mit Danijela Mujović verheiratet und hat zwei Kinder.